# Szuvodol (Makedonszki Brod)
Szuvodol (macedónul: Суводол) település Észak-Macedóniában, a Délnyugati körzet Makedonszki Brod-i járásában.

## Népesség
| Lakosok száma | 113  | 106  | 123  | 116  | 152  | 171  | 188  | 207  | 197  |
|               | 1948 | 1953 | 1961 | 1971 | 1981 | 1991 | 1994 | 2002 | 2021 |

2002-ben 207 lakosa volt, akik mindannyian macedónok.